# Lorna Elizabeth Munro
Lorna Elizabeth Munro (13 de diciembre de 1995) es una deportista australiana que compite en taekwondo. Ganó una medalla de oro en el Campeonato de Oceanía de Taekwondo de 2016 en la categoría de –67 kg.

## Palmarés internacional
| Campeonato de Oceanía | Campeonato de Oceanía | Campeonato de Oceanía | Campeonato de Oceanía |
| Año                   | Lugar                 | Medalla               | Categoría             |
| --------------------- | --------------------- | --------------------- | --------------------- |
| 2016                  | Suva (Fiyi)           | Medalla de oro        | –67 kg                |